# 中央教育工作领导小组
中央教育工作领导小组，是中共中央议事协调机构，负责领导教育工作。

## 沿革
2018年3月中共中央印发的《深化党和国家机构改革方案》称，“组建中央教育工作领导小组。为加强党中央对教育工作的集中统一领导，全面贯彻党的教育方针，加强教育领域党的建设，做好学校思想政治工作，落实立德树人根本任务，深化教育改革，加快教育现代化，办好人民满意的教育，组建中央教育工作领导小组，作为党中央决策议事协调机构。”

## 职责
2018年《深化党和国家机构改革方案》称，中央教育工作领导小组“主要职责是，研究提出并组织实施在教育领域坚持党的领导、加强党的建设方针政策，研究部署教育领域思想政治、意识形态工作，审议国家教育发展战略、中长期规划、教育重大政策和体制改革方案，协调解决教育工作重大问题等。”

## 组成人员
|  |  |

## 办事机构
2018年《深化党和国家机构改革方案》称，“中央教育工作领导小组秘书组设在教育部。”中央教育工作领导小组秘书组组长由教育部部长兼任。